# Prosopocera marshalli
Prosopocera marshalli es una especie de escarabajo longicornio del género Prosopocera, tribu Prosopocerini, familia Cerambycidae. Fue descrita científicamente por Aurivillius en 1907.
Se distribuye por Angola, Malaui, Mozambique, República Democrática del Congo, Tanzania, Zambia y Zimbabue. Mide 14-21 milímetros de longitud. El período de vuelo ocurre en los meses de septiembre, octubre, noviembre y diciembre.